# Konstantin Fedin
Konstantin Alexandrovič Fedin (Константи́н Алекса́ндрович Фе́дин, 12. únorajul./ 24. února 1892greg., Saratov – 27. ledna 1977 Moskva) byl ruský spisovatel a funkcionář sovětského režimu.
Byl synem majitele papírnictví v Saratově, od roku 1911 studoval hospodářskou školu v Moskvě a od roku 1913 psal pro časopis Nový Satirikon. Pak odešel na studie do Německa, kde byl za první světové války internován jako občan nepřátelského státu. Po návratu do Ruska pracoval v lidovém komisariátu osvěty, byl hercem a novinářem, v občanské válce se postavil na stranu bolševiků, ale členem komunistické strany se nestal.
V roce 1921 byl zakládajícím členem petrohradské avantgardní literární skupiny Serapionovi bratři. V roce 1924 vydal své nejznámější dílo Města a roky, v němž vycházel ze svých válečných zážitků a vytvořil první velký román sovětské literatury, ukazující různé reakce intelektuálů na revoluci (knihu v roce 1973 zfilmoval Alexandr Zarchi). Vydal také historický román Bratři, humornou novelu Kronika kláštera Narovčatského, satiry na kapitalistickou společnost Únos Evropy a Sanatorium Arktur, kroniku druhé světové války Oheň, soubor črt z literárního zákulisí Utrpení starého Werthera a životopisnou studii Gorkij mezi námi. Na počátku roku 1943 začal pracovat na trilogii První radosti, Neobyčejné léto a Oheň, jehož druhá část zůstala nedokončena. V roce 1949 mu byla udělena Stalinova cena.
V roce 1958 se stal členem Akademie věd SSSR a v roce 1959 stanul v čele Svazu spisovatelů SSSR. Byl poslancem Nejvyššího sovětu, čtyřikrát obdržel Leninův řád (1962, 1967, 1972, 1975) a v roce 1967 byl poctěn titulem Hrdina socialistické práce. V roce 1968 byl nominován na Nobelovu cenu za literaturu.
Podílel se na perzekuci Borise Leonidoviče Pasternaka a v roce 1973 byl jedním ze signatářů prohlášení sovětských spisovatelů odsuzujících opoziční aktivity Alexandra Isajeviče Solženicyna a Andreje Dmitrijeviče Sacharova.
V Saratově bylo v roce 1981 otevřeno Fedinovo muzeum.
Téměř celé jeho dílo bylo přeloženo do češtiny.